# Final Four Cup femminile under 20
La Final Four Cup under 20 è stata una competizione pallavolistica per squadre nazionali femminili under 20 nordamericane e sudamericane, organizzata con cadenza biennale dalla PVU.

## Edizioni
| Edizione      | Edizione      | Podio           | Podio         | Podio           |               |
| Anno          | Organizzatore | Campione        | Seconda       | Terza           |               |
| ------------- | ------------- | --------------- | ------------- | --------------- | ------------- |
| 2014 Dettagli | Perù          | Perù            | Argentina     | Rep. Dominicana |               |
| 2016          | -             | Non disputata   | Non disputata | Non disputata   | Non disputata |
| 2018 Dettagli | Perù          | Rep. Dominicana | Argentina     | Cuba            |               |

## Medagliere
| Pos. | Squadra         | 1º posto | 2º posto | 3º posto | Totale |
| ---- | --------------- | -------- | -------- | -------- | ------ |
| 1    | Rep. Dominicana | 1        | 0        | 1        | 2      |
| 2    | Perù            | 1        | 0        | 0        | 1      |
| 3    | Argentina       | 0        | 2        | 0        | 2      |
| 4    | Cuba            | 0        | 0        | 1        | 1      |